# Hunter College
Hunter College és una universitat que s'integra al sistema públic de la Universitat de la Ciutat de Nova York, als Estats Units.
El Hunter College va ser fundat l'any 1870 com a universitat per a dones i no va acceptar el primer home fins a l'any 1946. El Hunter College està situat en el barri del Upper East Side de Manhattan, Nova York i és l'única universitat als Estats Units que pot comptar entre els seus graduats amb dues dones Premi Nobel en medicina: Gertrude Elion i Rosalyn Yalow.

## Divisions
Compta amb més de cent cursos d'estudi. La universitat consisteix en cinc escoles i un institut: 
1. Escola d'Arts i Ciències
2. Escola d'Educació
3. Institut Roosevelt de Política Pública
4. Escola de Ciències de la Salut
5. Escola d'Infermeria
6. Escola de Treball Social